# Krzysztof Franciszek Sapieha
Pour les articles homonymes, voir Krzysztof Sapieha et Sapieha.
Krzysztof Franciszek Sapieha (né le 2 février 1623, mort le 5 septembre 1665), magnat de Pologne-Lituanie, membre de la famille Sapieha, grand-maître de Lituanie.

## Biographie
Krzysztof Franciszek Sapieha est le fils de Fryderyk Sapieha (1585-1626) et de Ieva Skaszewska.
En 1638, il commence à étudier à l'université Jagellonne de Cracovie et poursuit ses études à Bologne (1641). Après son retour, il entre à la cour de Ladislas IV Vasa puis de Jean II Casimir Vasa. Il prend part à la bataille de Jovti Vody. Il accompagne Adam Kisel (en), chargé de négocier avec l'hetman cosaque, Bohdan Khmelnytsky. Il participe ensuite à la bataille de Piławce contre les Cosaques (1648), au siège de Zbarazh (en) (1649), à la bataille de Berestechko et à la bataille de Białą Cerkwią (pl) (1651). En 1653, sous les ordres de Stefan Czarniecki, il combat les cosaques d'Ivan Bohun. En janvier 1654, il est fait prisonnier par les tatars de Crimée dans les batailles des frontières. Il est libéré contre rançon en octobre 1654.
À l'automne de 1655, pendant la guerre contre le trsarat de Russie, il est à la défense de Brest-Litovsk et la bataille de Wierzchowicz. En février 1656, il est envoyé par l'hetman Paweł Jan Sapieha pour attaquer Tykocin, mais doit se retirer face à la défense bien supérieure en nombre de Bogusław Radziwiłł. Avec l'armée de Paweł Jan Sapieha, il bloque l'armée de Charles X Gustave de Suède dans la fourche de la Vistule et du San, et participe à la libération de Lublin (du 9 au 12 avril) et à la bataille de Varsovie (du 28 au 30 juin). Au cours de la campagne militaire de 1657, contre le prince de Transylvanie Georges II Rákóczi, il est pendant plusieurs mois, à la tête des forces lituaniennes.
En mars 1658, pour son mérite militaire, Krzysztof Franciszek Sapieha reçoit le poste d'intendant de Lituanie, ainsi que la région de Bielsko-Biała. À la diète, en 1658, il défend les intérêts des soldats lituaniens, parmi lesquels il dispose d'un soutien considérable. À l'automne, il participe à une campagne militaire contre l'armée russe. Le 4 janvier 1659, il reçoit la charge de panetier de Lituanie. En 1660, il se bat à nouveau contre les Russes, participant à la bataille de Połonka. Envoyé par l'hetman Sapieha il bat l'armée d'Ivan Khovanski, le 31 octobre. En décembre 1660, il est envoyé comme messager auprès du roi, Jean II Casimir Vasa, pour obtenir le paiement de la solde des soldats lituaniens, mais il n'obtient pas satisfaction.
En 1661, Krzysztof Franciszek Sapieha est de nouveau élu au Sejm. Le 22 juin, il reçoit le titre de maître d'hôtel de Lituanie. Dans la même année, il participe à des opérations militaires contre l'armée russe en Lituanie et en Biélorussie. En décembre 1661, il est au siège de Kaunas. En 1663, il réclame le titre d'hetman de Lituanie, mais les relations avec le grand hetman se sont dégradées et il ne reçoit pas un grand soutien de la part du roi. Il n'obtient donc pas satisfaction. Il participe encore au Sejm de 1664 et 1665 et meurt le 5 septembre 1665. Il est inhumé à Wisznice.

## Mariage et descendance
Krzysztof Franciszek Sapieha épouse Helena Sołomerecka, fille de Mikołaj Lew Sołomerecki (pl), castellan de Smolensk. Ils ont pour enfants:
- Władysław Jozafat (pl) (1652–1733)
- Stanisław Kazimierz
- Andrzej Franciszek (1660-1681)

## Sources
- Notice dans un dictionnaire ou une encyclopédie généraliste :   - Polski Słownik Biograficzny
- Notices d'autorité :   - VIAF
  - Pologne

- (pl) Cet article est partiellement ou en totalité issu de l’article de Wikipédia en polonais intitulé « Krzysztof Franciszek Sapieha » (voir la liste des auteurs).